# Aphanolaimus communis
Aphanolaimus communis är en rundmaskart som beskrevs av Nathan Augustus Cobb 1915. Aphanolaimus communis ingår i släktet Aphanolaimus och familjen Leptolaimidae. Inga underarter finns listade i Catalogue of Life.